# Успенский (Болховский район)
Успенский — посёлок в составе Ямского сельского поселения Болховского района Орловской области. Население 55 человек (2010), 62 человека (к 2018 г.).

## География
Деревня расположена в центральной части Среднерусской возвышенности в лесостепной зоне, на севере Орловской области. Уличная сеть состоит из двух географических объектов: ул. Молодёжная и ул. Раздольная.
Климат
близок к умеренно-холодному, количество осадков является значительным, с осадками в засушливый месяц. Среднегодовая норма осадков — 627 мм. Среднегодовая температура воздуха в Болховском районе — 5,1 °C.

## Население
| 2010 |
| ---- |
| 55   |

Возрастной состав
По данным администрации Ямского сельского поселения, опубликованным в 2017—2018 гг., в посёлке проживают 62 жителя, среди них 18 человек до 16 лет, 11 человек от 16 до 29 лет, 20 человек от 29 до 55 лет, 13 человек старше
трудоспособного возраста
Национальный состав
Согласно результатам переписи 2002 года, в национальной структуре населения
русские составляли 100 % от общей численности населения в 4 жителя.

## Инфраструктура
Развито сельское хозяйство.

## Транспорт
Просёлочные дороги.